# Asesinato de Abraham Lincoln
El asesinato de Abraham Lincoln tuvo lugar el 14 de abril de 1865 alrededor de las 22:25 en Washington D. C., cuando la guerra civil estadounidense llegaba a su fin. Si bien sobrevivió inicialmente al disparo, las heridas recibidas eran de tal gravedad que falleció al día siguiente, a las 7:22. El hecho ocurrió cinco días después de que el comandante general del Ejército de Virginia del Norte, Robert E. Lee, rindiera sus tropas ante el general Ulysses S. Grant y al Ejército del Potomac. Lincoln fue el primer presidente de Estados Unidos en ser asesinado, ya que treinta años antes, en 1835, había fracasado un intento de asesinato de Andrew Jackson.
El atentado fue planeado y llevado a cabo por el actor y simpatizante de la causa confederada John Wilkes Booth, como parte de una conspiración mayor destinada a reunir las tropas confederadas restantes para que siguieran luchando. Booth reclutó a varios cómplices, David Herold, Lewis Powell (también llamado Lewis Payne) y George Atzerodt, a quienes encargó el asesinato del secretario de Estado William H. Seward y del vicepresidente Andrew Johnson. Con este triple asesinato, Booth esperaba crear el caos y derrocar al gobierno de la Unión.
El decimosexto presidente de Estados Unidos Abraham Lincoln recibió un disparo en la cabeza cuando asistía a la representación de la pieza Our American Cousin de Tom Taylor, en el teatro Ford de Washington D. C., en compañía de su esposa y de dos invitados. Si bien el asesinato de Lincoln fue exitoso, el resto del complot fracasó: Powell solo logró herir a Seward, quien sobrevivió, mientras que Atzerodt, encargado del asesinato de Johnson, entró en pánico y huyó de Washington sin intentar siquiera atacarlo.
Después del atentado el ejército organizó la persecución del asesino. Powell fue arrestado el 17 de abril de 1865 y Atzerodt, el 20 de abril. Booth y David Herold, después de haber huido del lugar de los crímenes, se reencontraron en Maryland y consiguieron escapar de sus persecutores hasta el 26 de abril. Rodeados por el ejército, Herold se rindió, pero Booth se negó a hacerlo y fue abatido. También arrestaron a varios sospechosos. Finalmente, un tribunal militar procesó a siete hombres y una mujer, Mary Surratt, a partir del 9 de mayo de 1865. El 30 de junio, el tribunal los encontró culpables a todos y sentenció a cuatro de ellos a la pena de muerte. A pesar de las irregularidades del juicio, el Secretario de la Guerra Edwin M. Stanton no atendió las peticiones de clemencia y fueron ejecutados en la horca el 7 de julio de 1865.

## Protagonistas

### Abraham Lincoln
Abraham Lincoln

Presidente Abraham Lincoln.

era un abogado, cuya elocuencia, reconocida por sus contemporáneos, le valió sus primeras victorias electorales: primero en la Cámara de representantes de Illinois y, luego, en la Cámara de Representantes de los Estados Unidos. La elección de este republicano abolicionista a la presidencia, en 1860, llevó a la creación de los Estados Confederados de América y, poco después, a la guerra de Secesión. A pesar de los reveses iniciales, el Ejército de los Estados Unidos, bajo el mando del general Ulysses S. Grant, se recompuso.
En 1863, Lincoln redactó la proclamación de emancipación de los esclavos y aprobó la 13.º enmienda de la Constitución que abolía la esclavitud. En la elección presidencial de 1864, los demócratas, si bien mantuvieron como candidato a un general, George Brinton McClellan, hicieron campaña a favor de la paz entre el Norte y el Sur; sin embargo, la situación militar los perjudicó. En el campo de batalla, William Tecumseh Sherman avanzaba inexorablemente sobre Atlanta y Ulysses S. Grant empujaba a Robert E. Lee a sus últimos bastiones en torno a Richmond. Desde entonces, fue evidente que la victoria militar estaba cerca. El eslogan de la campaña de Lincoln y de su co-candidato Andrew Johnson no pudo ser más explícito: «Don't change horses in the middle of a stream» («No cambie de caballos en la mitad del río»). En este contexto, los estadounidenses reeligieron a Lincoln.

### John Wilkes Booth

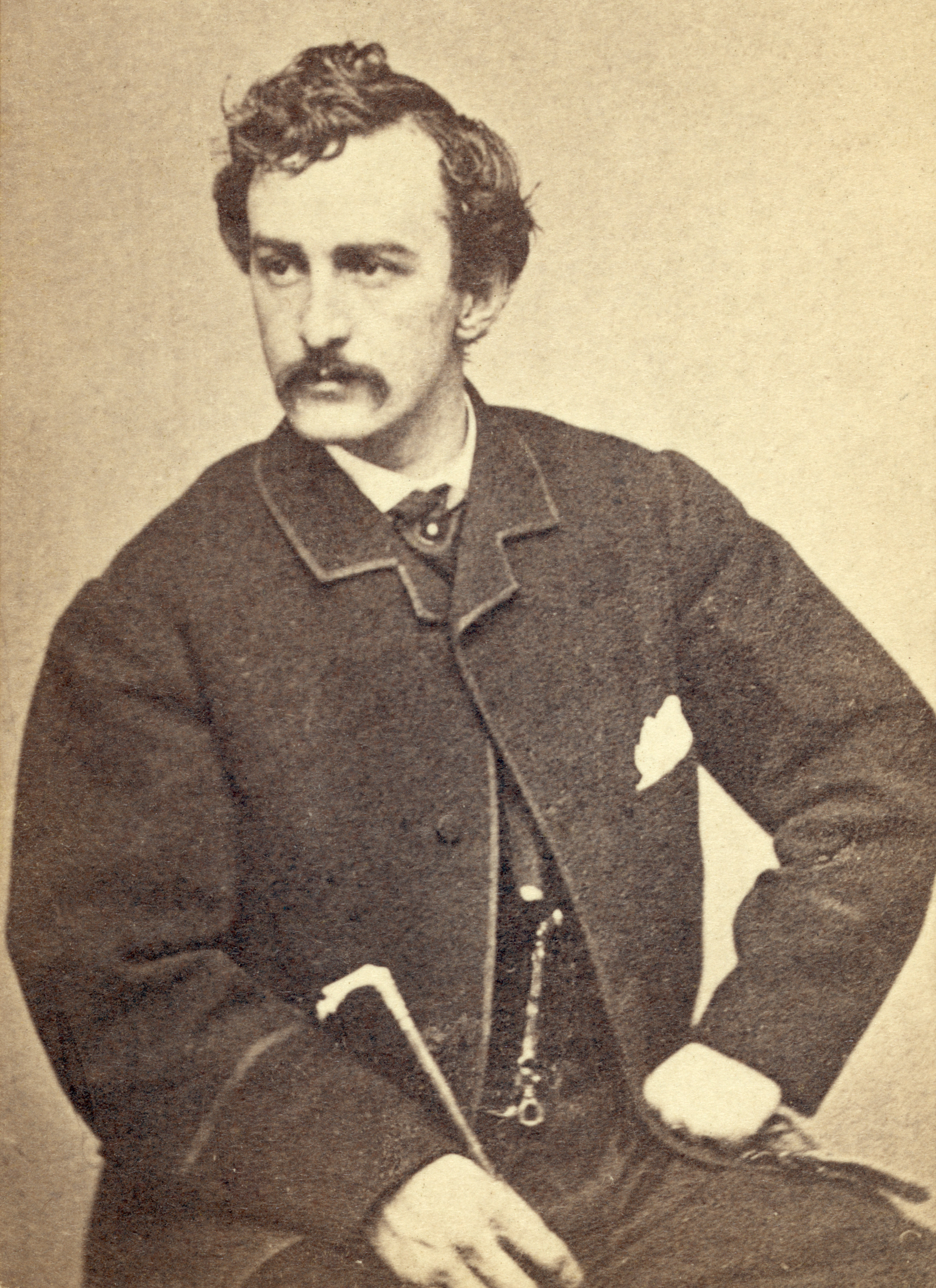
Retrato de John Wilkes Booth.

John Wilkes Booth era un actor de teatro que gozaba, antes de los acontecimientos, de cierto éxito y había recibido críticas elogiosas. Su talento y salud mental no fueron puestas en duda antes de la conspiración. Comenzó a interesarse en los temas públicos durante los años 1850 y se unió a los Know Nothing, movimiento nativista que se oponía a la política de inmigración hacia Estados Unidos.
Booth también fue un ferviente partidario de la esclavitud. En 1859, formó parte de una milicia de Virginia que participó en la captura del abolicionista John Brown, tras su incursión contra el arsenal federal de Harpers Ferry. Según ciertas fuentes, durante la guerra, trabajó para los servicios secretos confederados e incluso se reunió con algunos de sus jefes, Jacob Thompson y Clement Claiborne Clay, en Montreal. Otras fuentes indican que no existe prueba alguna de esta participación de los servicios secretos confederados ni de un encuentro en Montreal.

## Contexto y conspiración

### Intercambio de prisioneros y proyecto inicial de secuestro
Al inicio de la guerra de Secesión, el gobierno federal rechazó toda negociación con el Sur (CSA) sobre posibles intercambios de prisioneros, al considerar que un Estado no podía proceder a este tipo de transacción más que con otro Estado y el Sur no era más que una región en rebelión; sin embargo, en 1862, los generales de ambos bandos acordaron modalidades de intercambio que tuvieron lugar, a menudo, inmediatamente después de cada batalla, sin encontrar mayores problemas antes de 1863. A partir de este momento, el Norte se tornó más reticente, por razones estratégicas y también porque los confederados se negaron a liberar a los prisioneros afroamericanos. Luego, cuando Ulysses S. Grant se convirtió en comandante en jefe de los ejércitos de la Unión, en marzo de 1864, suspendió todo intercambio de prisioneros de guerra, con lo cual una fuente de refuerzo en hombres, de la cual tenía gran necesidad el Sur, fue eliminada.

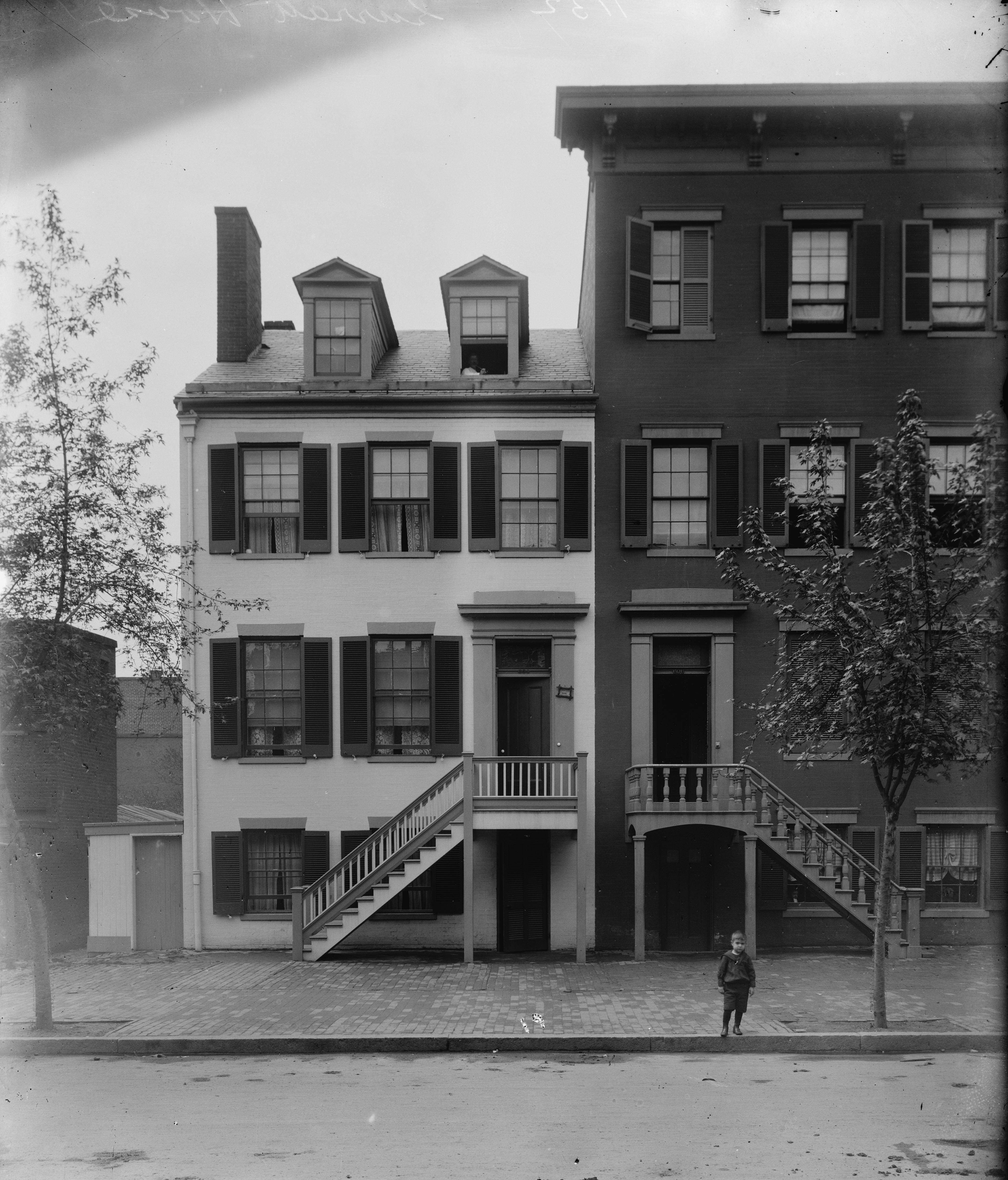
Fotografía de la pensión de Mary Surratt, lugar de encuentro de los conjurados (a la izquierda), tomada por Mathew Brady.

Fue entonces cuando John Wilkes Booth elaboró un plan de secuestro del presidente Lincoln, pues imaginó que, al llevarlo al Sur como rehén, forzaría al Norte a volver a su política de intercambio de prisioneros. Para este propósito, Booth inició un círculo de conspiradores, en el cual reclutó a Samuel Arnold, George Atzerodt, David Herold, Michael O'Laughlen, Lewis Powell y John Surratt. La madre de este último, Mary Surratt, abandonó su taberna en Surrattsville en Maryland y abrió una pensión en Washington D. C., donde Booth la visitó varias veces. Los investigadores descubrieron además que esta mudanza sirvió para su plan, porque este necesitaba una base de operaciones en la capital federal.
John Surratt, entonces agente de los servicios secretos confederados, fue presentado a  John Wilkes Booth por el doctor Samuel Mudd, el 23 de diciembre de 1864 en Washington. A su vez, Surrat presentó a Atzerodt, Powell y Herold a Booth. Atzerodt había ayudado a los agentes confederados a cruzar el río Potomac durante la guerra. Se reencontró con John Surratt con ocasión de uno de estos cruces clandestinos y este último lo invitó a la pensión que mantenía su madre Mary en Washington, donde fue reclutado por Booth. Lewis Powell era un soldado confederado muy joven, quien fue herido en la Batalla de Gettysburg, capturado por el ejército del Norte y curado en un hospital militar. Logró escarparse a Virginia, donde integró un regimiento de caballería confederada; luego, fue reclutado por los servicios secretos del Sur. Fue presentado a John Suratt por el agente secreto David Parr. David Herold era un camarada de John Surratt de la academia militar de Charlotte Hall. Finalmente, Michael O'Laughlen y Samuel Arnold eran amigos y antiguos condiscípulos de Booth.

### Segunda investidura de Lincoln

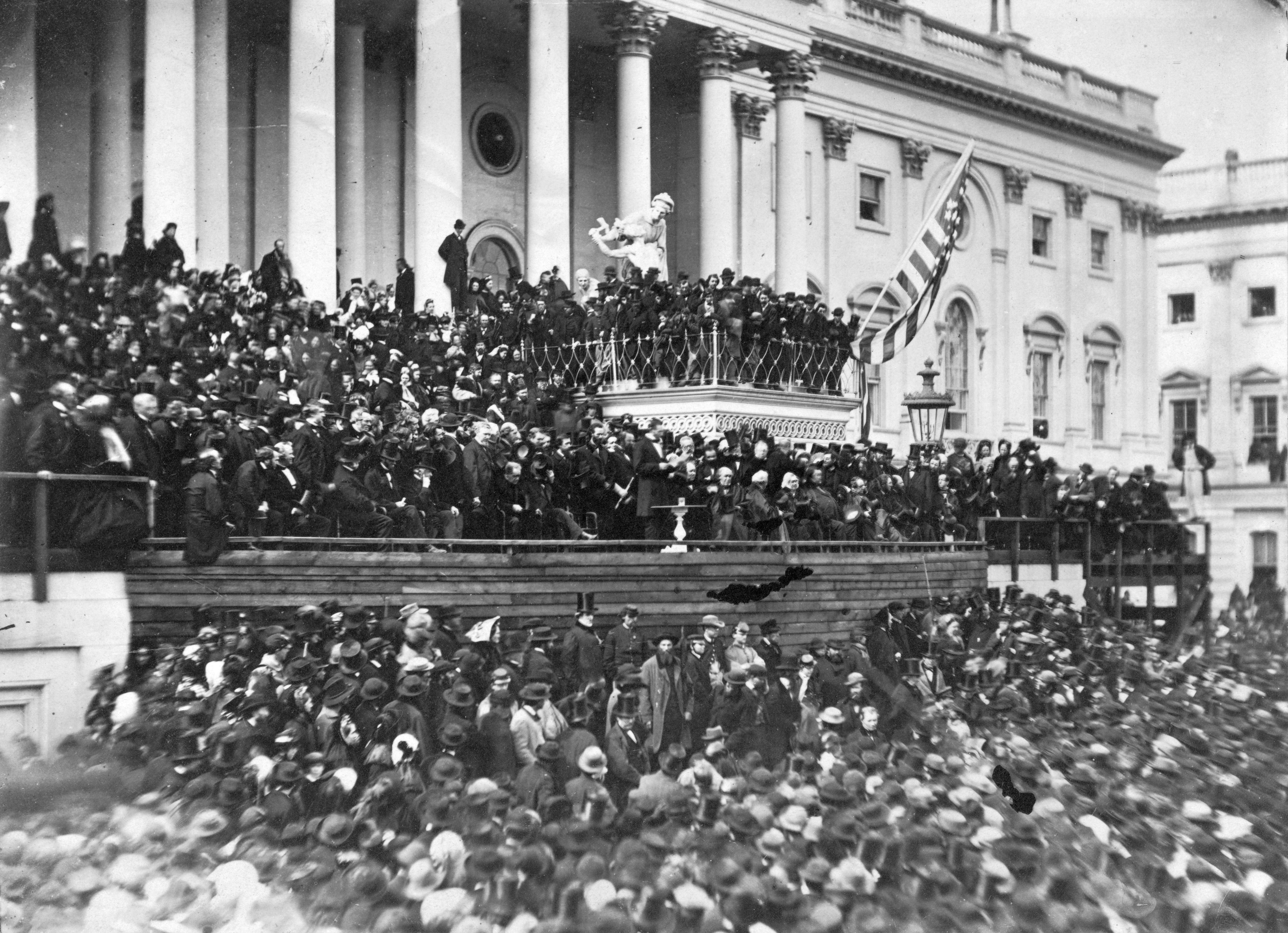
Fotografía de la investidura de Abraham Lincoln para su segundo mandato, tomada por Alexander Gardner.

Booth asistió a la ceremonia de investidura del segundo mandato de Lincoln, el 4 de marzo de 1865, como invitado de Lucy Hale, con quien se comprometió en secreto. Lucy era la hija del senador John Parker Hale, quien se convirtió más tarde en embajador de Estados Unidos en España. Booth escribió luego: «Qué magnífica ocasión era, si hubiera querido matar al presidente al momento de su investidura». El 17 de marzo de 1865, Booth informó a sus cómplices que Lincoln asistiría a una representación de Still Waters Run Deep en el Hospital militar Campbell. Reunió al grupo de conspiradores en un restaurante. Los hombres tenían por consigna unirse a él a fin de tender una emboscada al presidente en el camino de retorno del hospital. Booth se informó sobre el desarrollo de la actividad y regresó con la noticia de que el presidente había cambiado de idea. Había ido al National Hotel a una ceremonia organizada por los oficiales del 142nd Indiana. La ironía del caso radica en que Booth se alojaba entonces en ese mismo establecimiento.

### Abandono del proyecto de secuestro por el de asesinato
El 9 de abril de 1865 el general confederado Lee se rindió ante el unionista Grant en Virginia, lo que prácticamente puso fin a la guerra. Dos días después, el 11 de abril de 1865, Booth estuvo presente cuando Lincoln pronunció un discurso frente a la Casa Blanca. El presidente mostró su apoyo a la idea de otorgar el derecho a sufragio a los negros. Furioso por esta posibilidad, Booth abandonó su plan de secuestro y optó por un asesinato. Escribió: «Ahora, ¡por Dios! Voy a liquidarlo. Es el último discurso que pronunciará».

## El asesinato

### Preparativos

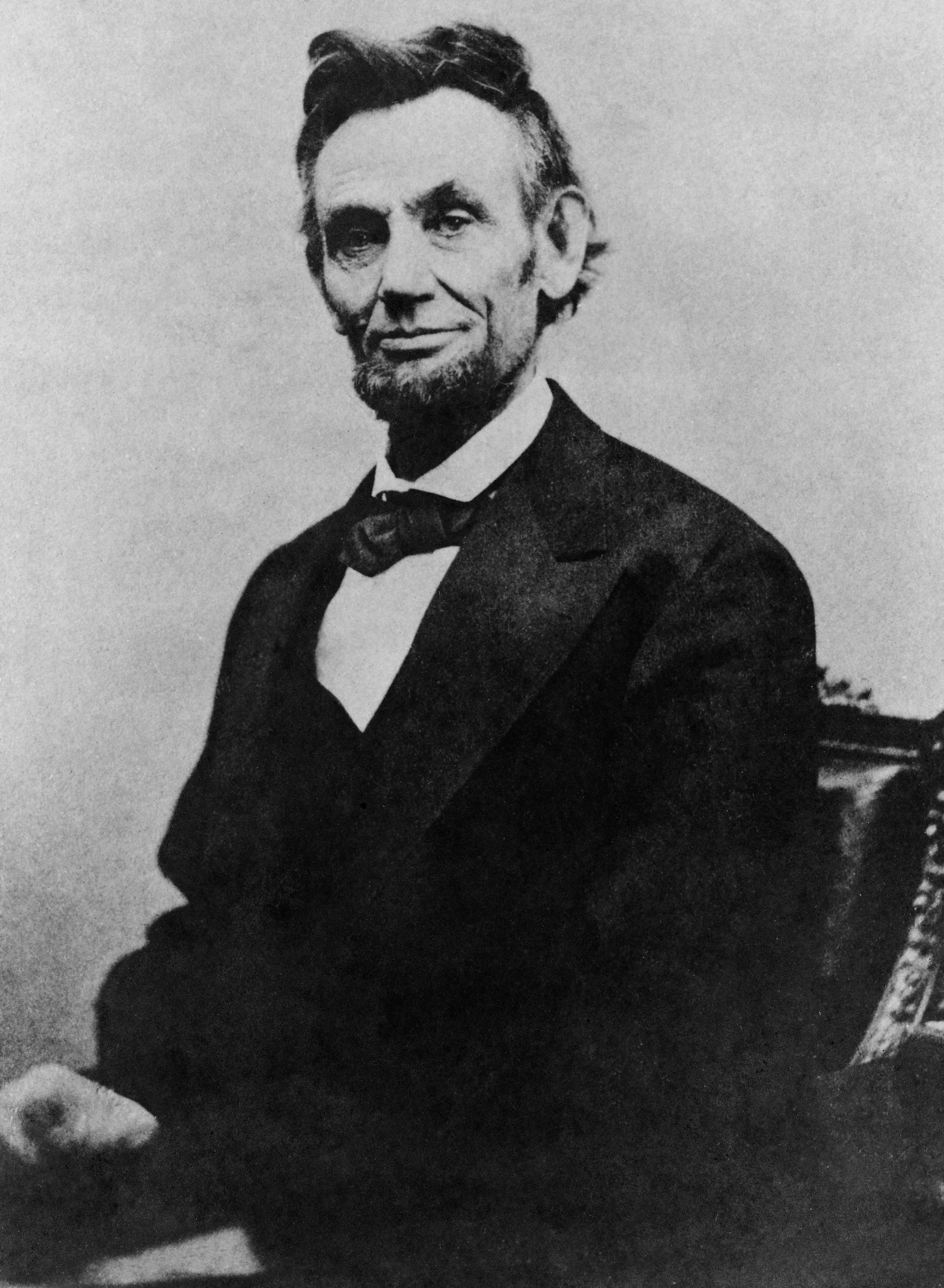
Última fotografía oficial de Abraham Lincoln, tomada el 5 de febrero o el 10 de abril de 1865 por Alexander Gardner.

Poco después del fracaso del intento de secuestro, la Confederación estaba retrocediendo en el terreno militar. El 3 de abril, Richmond, la capital de los confederados, fue capturada por el ejército de la Unión. El 9 de abril, el ejército de Virginia del Norte, principal fuerza confederada, se rindió al ejército del Potomac después de la batalla de Appomattox. El presidente confederado Jefferson Davis y su gobierno huyeron. Si bien varios confederados habían perdido toda esperanza, Booth continuó creyendo en la causa y escribió en su diario: «Estando nuestra causa casi perdida, debe emprenderse alguna cosa grande y decisiva.» Cuando se enteró de que Lee se había rendido, Booth decidió asesinar al presidente y a algunos miembros del gobierno a fin de enlutar las celebraciones de la victoria del norte y desorganizar la administración federal.
El 14 de abril, en torno al mediodía, cuando se encontraba en el Teatro Ford a fin de retirar su correo, Booth se enteró de que el presidente y el general Grant asistirían a la representación de Our American Cousin esa misma tarde. Era la ocasión que había estado esperando: conocía perfectamente los lugares debido a que había trabajado en ellos varias veces, siendo la última en marzo de 1865. Estaba convencido de que si él y sus cómplices mataban simultáneamente al presidente, al general Grant, al vicepresidente Andrew Johnson y al secretario de Estado William Seward, el gobierno de la Unión se paralizaría el tiempo suficiente para que la Confederación renaciera de sus cenizas.
Por la tarde, Booth se presentó en la pensión de Mary Surratt, a quien le pidió que enviara un paquete a su taberna de Surrattsville en Maryland y que dijera al gerente de ese establecimiento que preparase las armas y municiones que había dispuesto. A las siete de la tarde, Booth se encontró con sus cómplices. Allí, ordenó a Powell matar a Seward, a Atzerodt asesinar a Johnson y a David E. Herold conducir a Powell a la casa de Seward, para luego llevarlo fuera de la ciudad y reencontrarse en Maryland. Booth tenía pensado disparar contra Lincoln con su Philadelphia Derringer calibre 10,3 mm (.41,) una pistola pequeña y luego apuñalar al general Grant.

### Ataque de Powell al secretario de Estado Seward

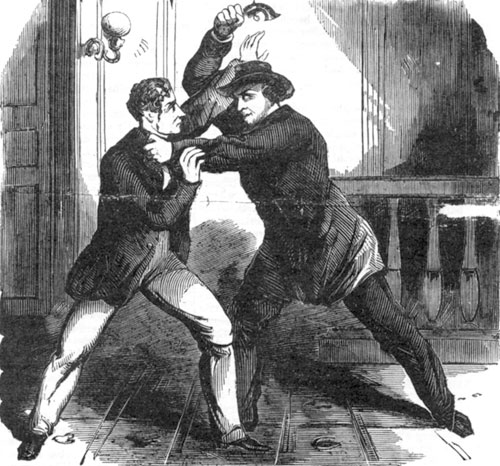
Frederick Seward luchando con Lewis Powell.

Booth confió el asesinato del secretario de Estado William H. Seward a Lewis Powell. Seward se encontraba convaleciente en su casa debido a un grave accidente que sufrió el 5 de abril cuando cayó de su cabalgadura y sufrió un traumatismo craneal, una doble fractura de mandíbula y la rotura de un brazo. Los médicos improvisaron una férula para reparar su mandíbula e insistieron en que guardara cama en su domicilio en el Parque Lafayette, cerca de la Casa Blanca. Herold condujo a Powell hasta la residencia de Seward. Powell estaba armado con un revólver Whitney, modelo 1858, arma muy común para la época, y de un cuchillo Bowie, temible arma de caza.
Powell golpéo la puerta principal poco después de las diez de la noche; William Bell, el mayordomo de Seward, le abrió. Powell le dijo que llevaba un medicamento para Seward de parte del doctor Verdi y que debía entregárselo en sus propias manos a fin de enseñarle cómo tomarlo. Powell fue invitado a ingresar y subió las escaleras hacia la habitación de Seward situada en el tercer nivel. En la parte superior de la escalera, fue recibido por el hijo del herido, el Assistant Secretary of State Frederick W. Seward. Powell repitió su historia, pero Seward desconfió de este intruso y lo despidió afirmando que su padre estaba dormido.
En ese preciso momento, la hija de Seward, Fanny, habiendo escuchado su conversación, salió de la habitación de su padre y dijo: «Fred, nuestro padre está despierto ahora», luego retornó, revelando así a Powell donde se encontraba Seward. Powell descendió la escalera para volverla a subir enseguida siempre a la carrera, blandiendo su revólver que apuntó a la cabeza de Frederick. Apretó el gatillo, pero el tiro no se disparó, por lo que golpeó con su arma a Frederick en la cabeza varias veces hasta que este último se desplomó. Fanny abrió nuevamente la puerta a causa del ruido y vio a su hermano sangrando en el suelo. Powell arremetió contra ella, la sobrepasó y se dirigió hacia Seward en cama, a quien apuñaló en la cara y el cuello. Alcanzó a darle en la mejilla, pero la férula salvó la vida de Seward al detener el cuchillo antes de que llegara a la vena yugular. El sargento George P. Robinson, que se encontraba cerca del herido como enfermero, y Augustus Seward, otro de los hijos del secretario de Estado, que dormía en su habitación y fue despertado por los gritos de su hermana, intentaron aprehender a Powell. Afuera, Herold, quien también había escuchado los gritos de Fanny, se dio a la fuga y dejó abandonado a Powell.

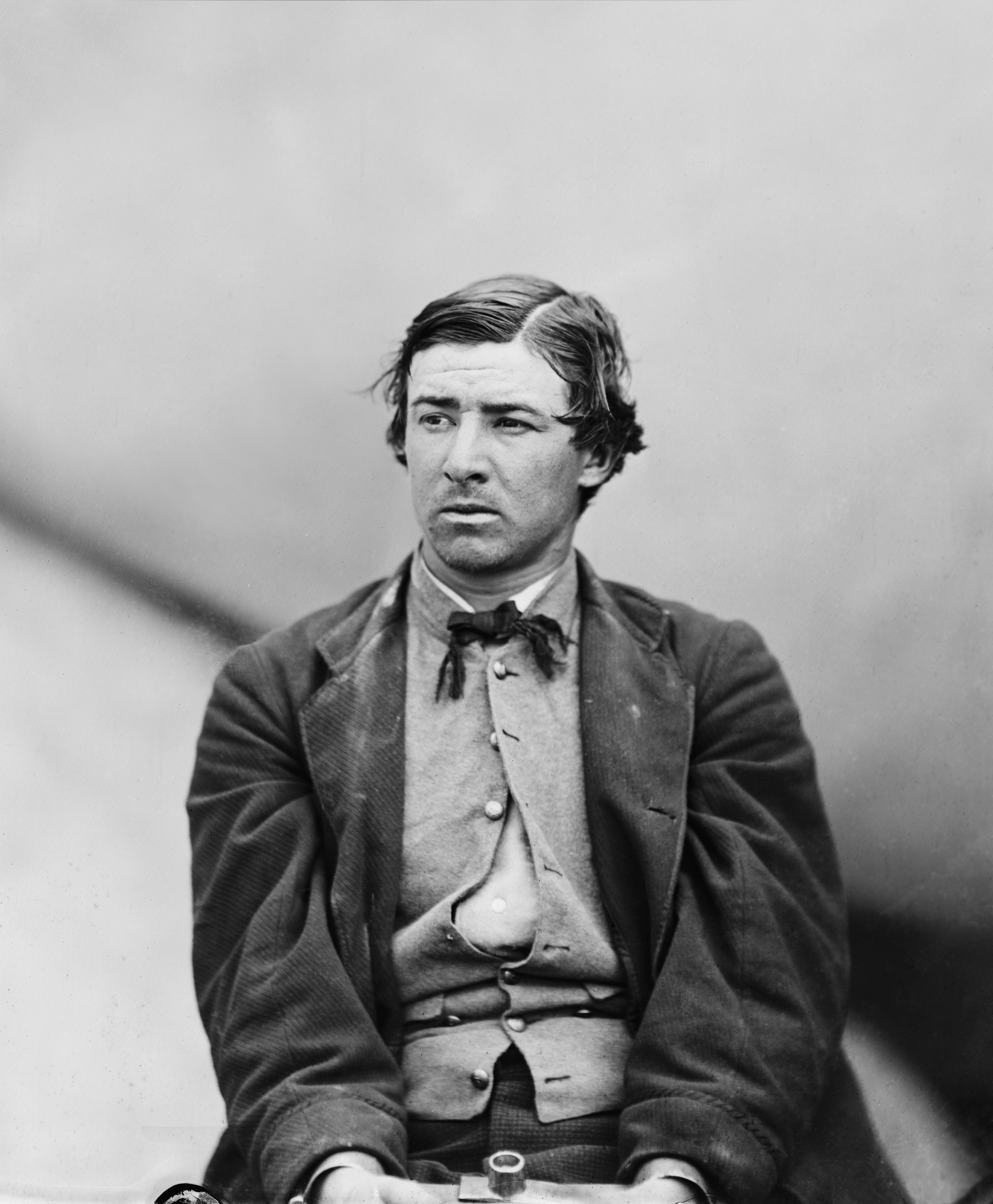
Retrato de David Herold.

William H. Seward rodó de su cama hacia el suelo, lejos de Powell, que estaba apuñalando a Robinson, Augustus y Fanny. Cuando Augustus, todavía indemne, regresó con su pistola, Powell bajó rápidamente las escaleras y corrió hacia la puerta. Cuando la abrió, cayó sobre un mensajero, Emerick Hansell, quien había llegado con un telegrama para Seward. Powell, lo apuñaló a su vez y se precipitó hacia fuera gritando: «¡Estoy loco! ¡Estoy loco!». Luego, desamarró a su caballo del árbol en que Herold lo había dejado y partió al galope, solo.
Fanny Seward gritó «¡Oh, por Dios, padre está muerto!». El sargento Robinson alzó al secretario de Estado y lo colocó en su cama. Seward escupió sangre y dijo: «¡No estoy muerto; llamen a un médico y a la policía! ¡Cierren las puertas!». Sus heridas eran graves, pero los golpes de Powell no habían tocado ningún órgano vital.

### Atzerodt y Andrew Johnson
Booth encargó a George Atzerodt asesinar al vicepresidente Andrew Johnson quien se encontraba en el Hotel Kirkwood de Washington. Atzerodt debía presentarse en su habitación a las 10:15 y dispararle. El 14 de abril, Atzerodt reservó la habitación número 126, que se encontraba justo al lado de la de Johnson. Llegó al hotel y se dirigió al bar. Partió tras una larga conversación con el barman, ebrio, errante por las calles de Washington. Nervioso, arrojó su cuchillo en la calle. Llegó al hotel Casa Pensilvania dos horas después y allí alquiló una habitación. De esta manera, quedó frustrada la tentativa de asesinar al vicepresidente y toda esperanza de desestabilizar el régimen.
Más tarde, durante la jornada, Booth se detuvo en el Hotel Kirkwood y dejó un mensaje para Andrew Johnson: «No quiero alarmarle. ¿Se encuentra usted en casa?[firmado] J. Wilkes Booth.». Después del atentado, este mensaje fue interpretado de numerosas maneras. Una de las teorías afirmaba que Booth, temeroso de que Atzerodt fallase o de que simplemente él mismo no tuviese el coraje de asesinarlo, había querido implicar al vicepresidente en la conspiración con este mensaje falso.

### El atentado

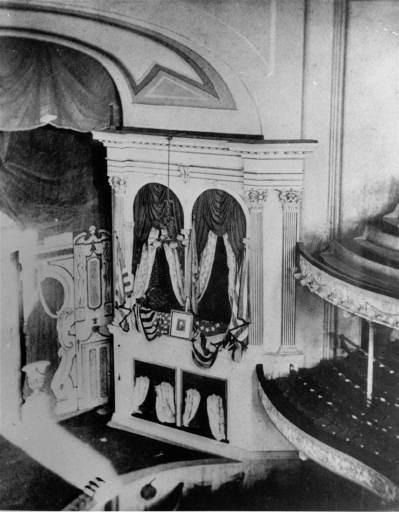
El palco presidencial del Teatro Ford, dos días después de los hechos. Fotografía de Mathew B. Brady.

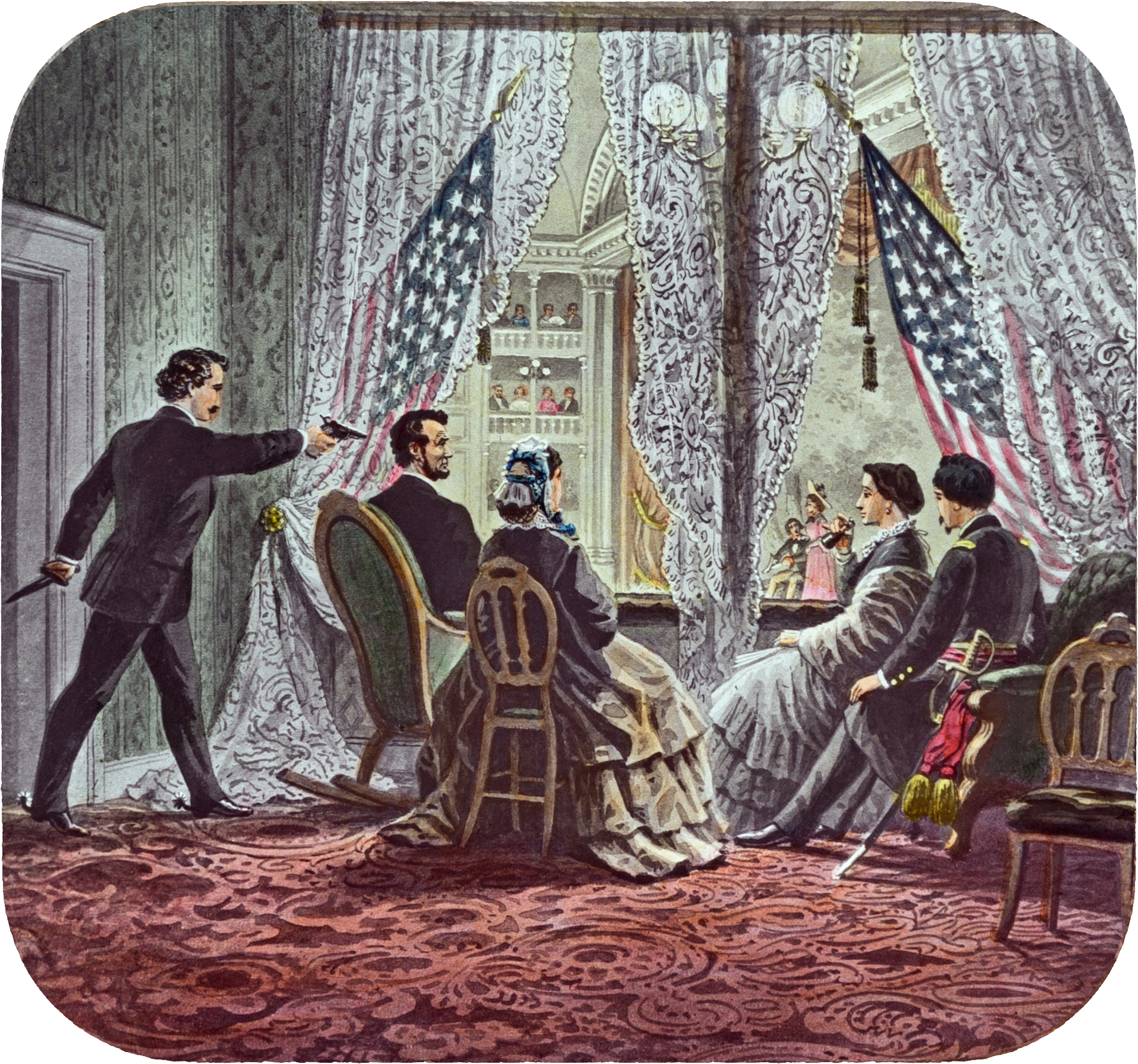
Diapositiva de 4 x 3" que muestra a John Wilkes Booth inclinándose hacia adelante para dispararle al presidente estadounidense Abraham Lincoln mientras asiste a la obra de teatro Our American Cousin en el Teatro Ford en Washington D. C.

Abraham Lincoln y su esposa Mary Todd Lincoln se prepararon para asistir a la representación de la pieza teatral Our American Cousin de Tom Taylor. Contrariamente a las informaciones que Booth había leído en los periódicos, el general Grant y su esposa habían declinado la invitación de los Lincoln. Habían sido invitadas varias otras personalidades y, finalmente, acudieron el mayor Henry Rathbone y su novia Clara Harris (hija del senador Ira Harris) quienes se unieron a la pareja presidencial.
Como los Lincoln salían para el teatro, William H. Crook, guardaespaldas del presidente, dijo: "Buenas noches, señor Presidente." Lincoln respondió: "Adiós, Crook." Según Crook, esa era la primera vez que le respondía 'adiós', siempre había dicho anteriormente: "Buenas noches, Crook." "Fue la primera vez que se olvidó de decirme 'buenas noches' ", recordaría más tarde Crook. "Y fue la única vez que él dijo 'adiós', pensé en ese momento y, unas horas más tarde, cuando la noticia de que había recibido un disparo brilló sobre Washington; sus últimas palabras fueron tan quemantes en mi ser que nunca podré olvidarlas".
El presidente y la primera dama llegaron al Teatro Ford cuando la representación ya había iniciado, pues habían quedado retenidos en la Casa Blanca por el senador de Misuri John B. Henderson quien había ido a rogar por una gracia presidencial a favor de George S. E. Vaughn, acusado de espionaje a favor de los confederados y condenado a muerte. La concesión de esta gracia fue el último acto oficial de Lincoln. Los esposos Lincoln llegaron al palco presidencial y el espectáculo se interrumpió brevemente para marcar su llegada que fue aplaudida por los espectadores.
Hacia las nueve de la noche del 14 de abril de 1865, Booth llegó a la entrada de los artistas, donde entregó las riendas de su caballo a un maquinista llamado Edmund Spangler. Spangler estaba ocupado, por lo que pidió a Joseph Burroughs que se ocupara de la montura. Conocido por los empleados del teatro y conocedor de los espacios, Booth accedió a la antecámara del palco presidencial y bloqueó la puerta. Para entonces, Mary Todd Lincoln murmuró a su esposo, quien le cogió la mano: «¿Qué va a pensar la señorita Harris que le tome así la mano?» El presidente le respondió: «No pensará nada en absoluto.» Estas fueron las últimas palabras que pronunció Abraham Lincoln. Eran alrededor de las diez y cuarto de la noche.

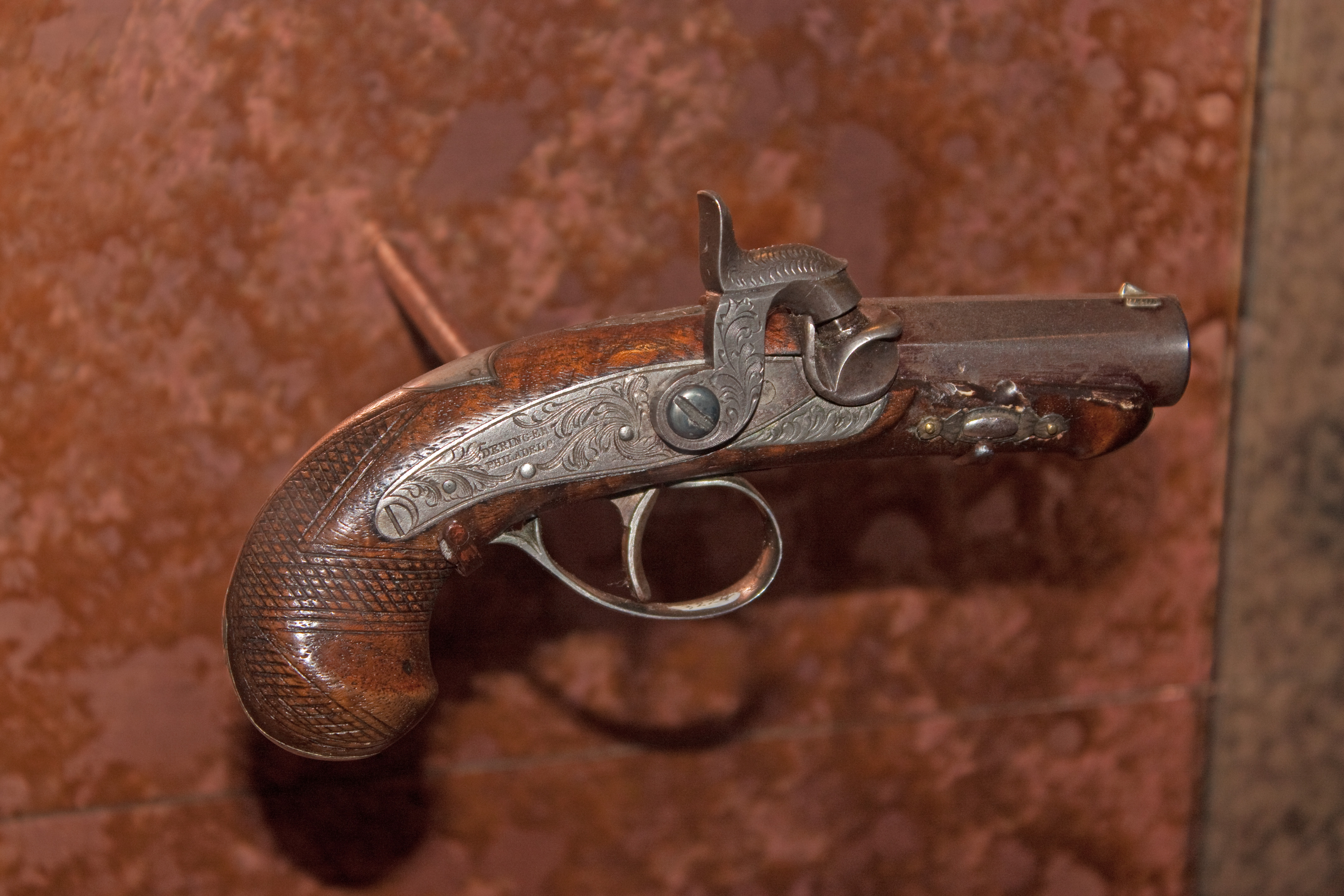
La pistola Philadelphia Deringer calibre 10,3 mm (.41) de Booth expuesta en el museo del Teatro Ford.

Booth conocía bien la pieza que se representaba en escena y esperó el momento, en la segunda escena del tercer acto, en que el actor Harry Hawk, que interpretaba el rol del pueblerino Asa Trenchard, dijo su destino a la altanera señorita Mountchessington: el hablar franco de Asa Trenchard, su fuerte acento popular y muy estadounidense desencadenaban siempre la hilaridad del público, cuyo ruido encubriría  el sonido de la detonación. Llegado el momento, como Lincoln se inclinó hacia delante y miró hacia abajo, a la izquierda de la audiencia en la que pareció reconocer a alguien,  Booth se precipitó y disparó su pistola a la cabeza del presidente. Lincoln se desplomó en su sitio, herido de muerte. Rathbone se levantó y saltó para impedir que Booth escapara, pero este le dio un fuerte golpe de puñal en el brazo. Rathbone se recuperó rápidamente e intentó agarrar a Booth quien se preparaba a franquear la balaustrada del palco. Booth le asestó un nuevo golpe e intentó saltar al escenario. Rathbone rápidamente cogió la capa de Booth cuando se disponía a saltar desde el alféizar del palco. Booth cayó desde la barandilla del palco a la etapa siguiente (una caída de tres metros). En el proceso, la espuela sobre el zapato se enredó en la bandera del Tesoro de la decoración del palco, y aterrizó mal sobre su pie izquierdo, fracturándose el peroné justo por encima del tobillo. Se incorporó a pesar de la lesión y comenzó a cruzar el escenario, haciendo que el público creyera que él era parte de la obra. Logró levantarse y, blandiendo su cuchillo, gritó: «¡Sic semper tyrannis!», el lema latino de Virginia que significa «¡Así siempre a los tiranos!». Según otras versiones, añadió: «¡El Sur ha sido vengado!» Enseguida, corrió por el escenario hasta alcanzar la puerta por la cual había entrado al teatro y donde lo esperaba su caballo. Algunos espectadores se lanzaron en su persecución, pero no lograron atraparlo. Booth golpeó a Joseph Burroughs con el mango de su puñal, saltó sobre su montura y huyó. Galopó hasta el puente Navy Yard que atravesaba el río Anacostia hacia su encuentro con Herold y Powell.
Katherine M. Evans, una joven actriz en la obra, estaba fuera del escenario cuando Lincoln recibió el disparo, pero se precipitó al escenario después de la salida de Booth y dijo después "Miré y vi al presidente Lincoln inconsciente, con la cabeza caída sobre el pecho, con los ojos cerrados, pero con una sonrisa aún en su rostro ".

### Muerte del Presidente

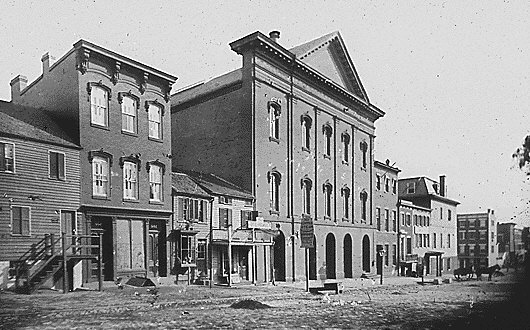
El teatro Ford en la época del asesinato.

El llanto de Mary Lincoln y de Clara Harris y el grito de Rathbone «¡Detengan a ese hombre!» hicieron ver al público que la agitación no era parte del espectáculo. Charles Leale, joven cirujano militar de licencia que asistía al teatro, atravesó a la multitud en dirección al palco presidencial. La puerta no se abrió y Rathbone se dio cuenta de que estaba bloqueada por un pedazo de madera. Retiró la tranca y le abrió a Leale.
Leale ingresó al palco y descubrió que Rathbone sangraba en abundancia por una herida profunda a todo lo largo de su antebrazo. No se detuvo en él y avanzó directamente hacia Lincoln, desplomado en su asiento y sujeto por Mary. Leale descubrió a Lincoln en estado de coma, paralizado y apenas respirando. Un segundo médico que también estaba entre el público, Charles Sabin Taft, llegó a la escena trepando por encima de la barandilla del palco. Taft y Leale le cortaron el cuello de la camisa de Lincoln y se la abrieron; luego, Leale lo palpó y descubrió la herida dejada en la parte posterior del cráneo, cerca de la oreja izquierda. Retiró un coágulo, con lo cual el herido volvió a respirar. No obstante, Leale sabía que esta recuperación solo era provisoria y exclamó: «Su herida es mortal. Será imposible de curar».

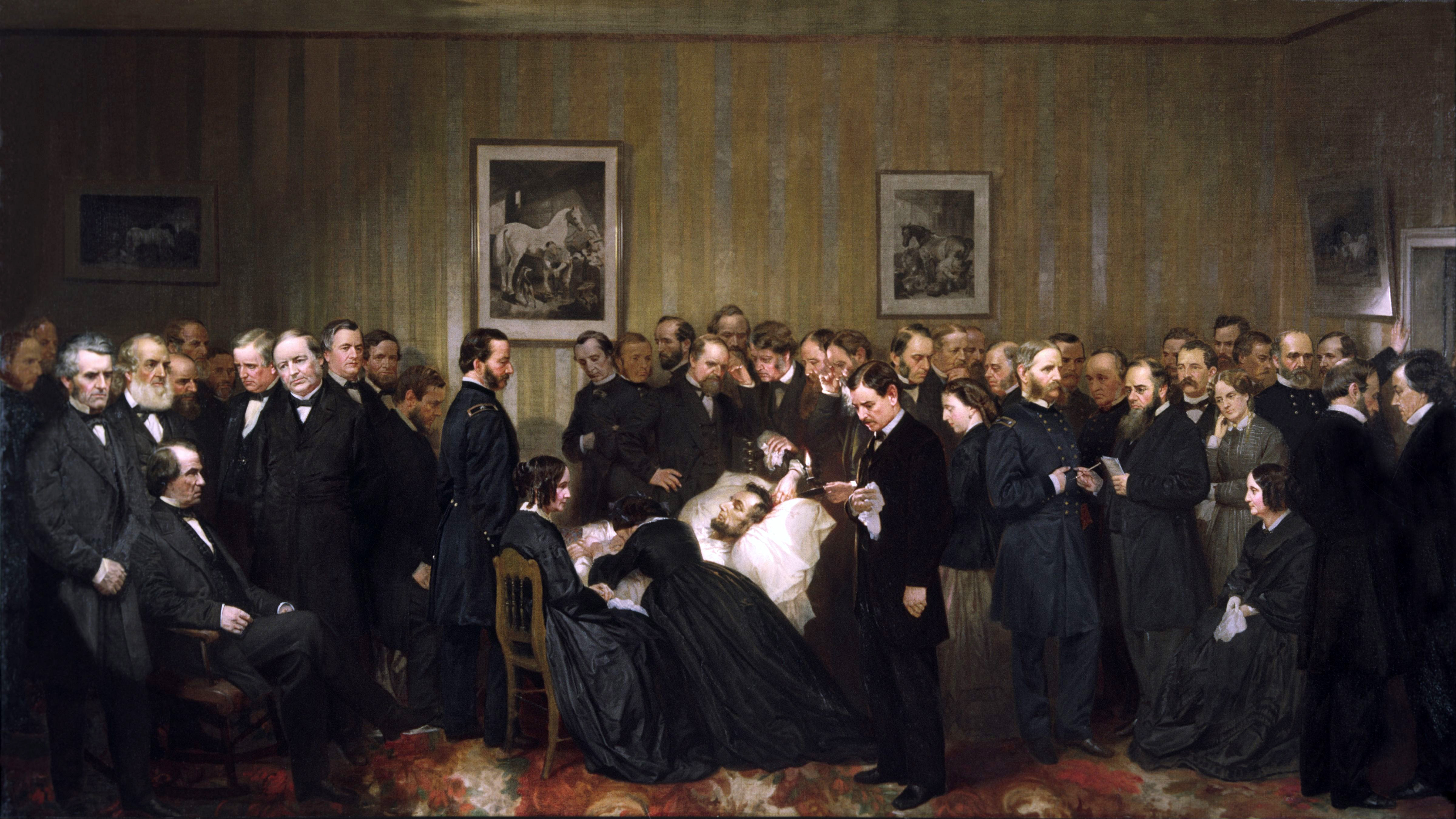
Las últimas horas de Abraham Lincoln, pintura de Alonzo Chappel (1868).

Leale, Taft y otro médico llamado Albert King se pusieron rápidamente de acuerdo y decidieron que el presidente no podía ser llevado a la Casa Blanca debido a los tumbos de los carruajes. Después de considerar conducirlo al cercano saloon de Peter Taltavull, decidieron llevarlo a una casa en frente del teatro, conocida como la Pensión Petersen. Los tres médicos y algunos soldados que asistían al espectáculo llevaron al presidente hasta la entrada. Del otro lado de la calle, un hombre sostenía una linterna y les dijo: «¡Tráiganlo aquí!, ¡tráiganlo aquí!» Se trataba de Henry Safford, residente de la casa de William Petersen (la pensión Petersen) que estaba frente al teatro. Los hombres cargaron a Lincoln a la pensión y lo colocaron sobre la cama de una habitación en el segundo piso.
La vigilia del herido se llevó a cabo en la pensión Petersen. Los tres médicos fueron acompañados por el cirujano general del Ejército de Estados Unidos Joseph K. Barnes, el Dr. Charles Henry Crane, el Dr. Anderson Ruffin Abbott y el Dr. Robert K. Stone. Crane era el asistente de Barnes y Stone, el médico personal de Lincoln. Los hijos del Presidente, Robert y Thomas Lincoln, se unieron a ellos, al igual que el secretario de la Armada Gideon Welles y el secretario de Guerra Edwin M. Stanton.
Mientras Mary Lincoln lloraba en uno de los salones, Stanton se instalaba en otro y tomaba el mando del gobierno de Estados Unidos, enviando y recibiendo telegramas, leyendo las declaraciones de los testigos y organizando la persecución de Booth. Nada más se pudo hacer por el herido: a las 7:22 de la mañana del 15 de abril, Lincoln falleció a la edad de 56 años, 2 meses y 3 días. Todos se arrodillaron en torno a la cama y rezaron. Cuando se levantaron, Stanton declaró: «Now he belongs to the ages.» (Ahora pertenece a la eternidad.) Existe un debate entre los historiadores en cuanto a las palabras pronunciadas por Stanton en este momento. Todos están de acuerdo con el inicio: «Now he belongs to the...», pero algunos afirman que terminó por «ages» (la eternidad), mientras que otros piensan que su frase acababa con «angels» (los ángeles).

### Fuga de Booth y Herold

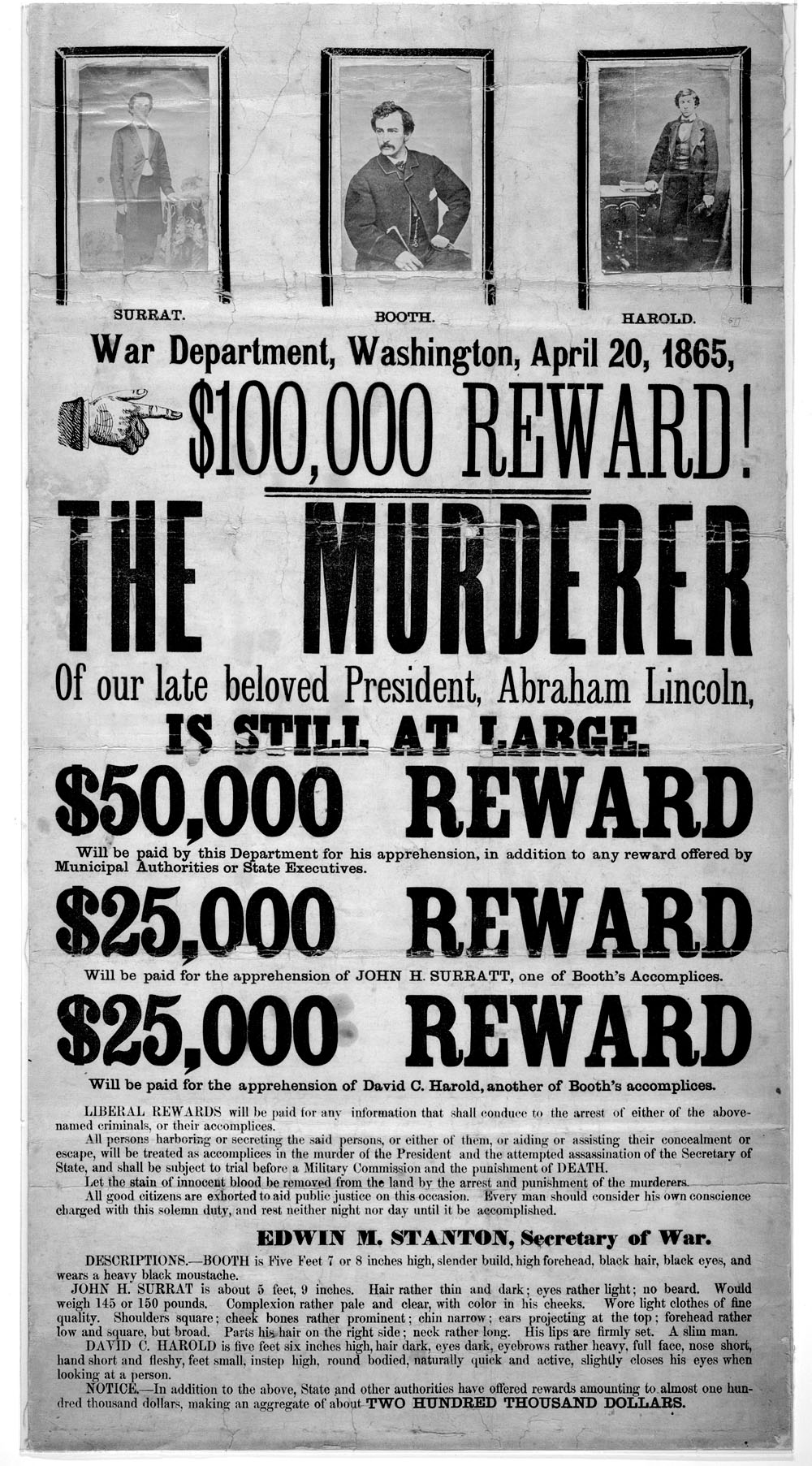
Afiche que muestra a los sospechosos y la recompensa ofrecida por su captura.

Booth saltó sobre su caballo y partió a todo galope. En media hora, llegó al puente Navy Yard y dejó la ciudad por la de Maryland. Herold pasó por el mismo punto menos de una hora más tarde y se reunió con Booth. Tras haber tomado las armas y las provisiones que los esperaban en Surattsville, Herold y Booth acudieron a la casa del doctor Samuel Mudd, médico que le diagnosticó una fractura de pierna a Booth, le fijó una férula y le dio un par de muletas.
Los dos fugitivos pasaron un día en la casa de Mudd y luego pidieron a un hombre que los llevara a la casa del coronel Samuel Cox, un simpatizante de la causa confederada. Cox los escondió en su granja de Rich Hill y organizó su huida hacia Virginia. El 21 de abril, Thomas A. Jones, proporcionó una pequeña embarcación a los fugitivos para que atravesaran el Potomac.

### Captura de Herold y muerte de Booth
Booth y Herold siguieron fugitivos hasta el 26 de abril, cuando el ejército los descubrió en la granja de un hombre llamado Richard Garrett. Los Garrett habían encerrado a Booth y a Herold en su granero. Herold se rindió a la llegada de los soldados, pero Booth se negó a salir. La tropa hizo fuego sobre el edificio. El soldado Boston Corbett le dio un tiro a Booth que le cortó la médula espinal  en "la parte de atrás de la cabeza" alrededor de una pulgada por debajo del lugar donde este le disparó a Lincoln". Una vez fuera del granero, un soldado le dio un trago de agua y Booth le dijo: «¡Dile a mi madre que morí por mi patria!» Booth murió tirado en el pórtico de la granja de los Garrett, dos horas después de haber recibido el disparo. Sus últimas palabras fueron: «Useless! — useless!» (¡Inútil!, ¡inútil!).

### Fuga y captura de otros cómplices
Powell no conocía muy bien Washington y, sin la ayuda de su guía David Herold, vagó por las calles durante tres días antes de encontrar la casa de Surratt el 17 de abril, cuando ya estaba ocupada por detectives. Afirmó haber sido embaucado por Mary Surratt, pero esta negó conocerlo. Ambos fueron arrestados. Atzerodt se escondió en una granja en Georgetown, pero fue capturado el 20 de abril. Los otros conspiradores, con excepción de John Surratt, fueron aprehendidos antes de fin de mes. Este último logró huir a Europa y, luego, a África, antes de ser finalmente capturado en noviembre de 1866. De inmediato, Surratt fue juzgado por el asesinato de Lincoln, pero un testigo afirmó haberlo visto el día del atentado en Elmira en el estado de Nueva York. El jurado no pudo alcanzar un veredicto y Surratt fue absuelto y vivió en libertad hasta su muerte en 1916.

## Juicio de los conjurados

### Arresto de todos los sospechosos

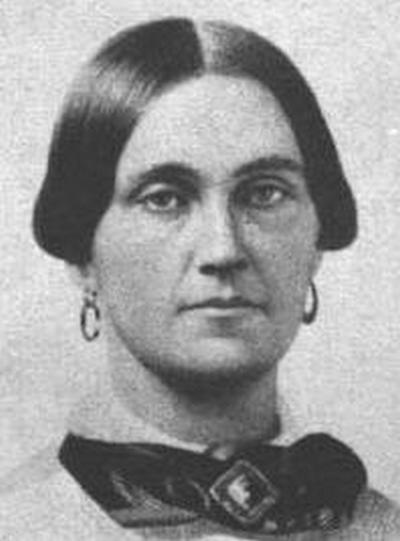
Retrato de Mary Surratt.

En el caos que siguió al asesinato, decenas de presuntos cómplices fueron detenidos y enviados a prisión. Todas las personas sospechosas de tener algo que ver con el crimen o cualquiera que hubiera tenido el menor contacto con Booth o Herold en su huida fueron puestas tras las rejas. Entre aquellas que fueron encarceladas se encuentran:
- Louis J. Weichmann, pensionista de Mary Surratt. Semanas antes, había informado al Departamento de Guerra del complot para derrocar al presidente. Tras haber sido liberado, se convirtió en el testigo principal de la acusación una vez comenzó el juicio.[79]
- Junius Brutus Booth, Jr., el hermano de Booth, que tenía un contrato de actor en Cincinnati al momento del atentado. Fue encarcelado en la prisión Old Capitol.[80]
- John T. Ford, gerente del teatro Ford, que se encontraba en Richmond al momento de los hechos. Fue encarcelado por cuarenta días, al igual que dos de sus hermanos que sí se hallaban en Washington al momento del crimen.[81]
- James Pumphrey, el propietario del establo donde Booth dejó su caballo.[45]
- John M. Lloyd, el posadero que alquiló la taberna de Mary Surrat en Maryland y que entregó carabinas, soga y whisky a Booth y Herold en su huida.
- Samuel Cox y Thomas A. Jones, ambos simpatizantes de los confederados, que escondieron y ayudaron a Booth y a Herold durante una semana.[45]
- El doctor Richard Stewart, que ofreció víveres a Booth y a Herold, pero les negó alojamiento.[82]
- Elizabeth Quesenberry, que les ofreció una comida.[82]
- Absolom R. Bainbridge, William Jett y Mortimer B. Ruggles, tres jóvenes soldados confederados que ayudaron a Booth y a Herold a cruzar el río Rappahannock.[83][84]

Finalmente, estas personas fueron liberadas y el número de sospechosos se limitó a ocho (siete hombres y una mujer): Samuel Arnold, George Atzerodt, David Herold, Samuel Mudd, Michael O'Laughlen, Lewis Powell, Edmund Spangler y Mary Surratt. Por decisión del entonces presidente Andrew Johnson, estos ocho sospechosos fueron juzgados por un tribunal militar. La elección de esta jurisdicción provocó las críticas del secretario de la Armada Gideon Welles y del ex Fiscal general de los Estados Unidos Edward Bates, quienes pensaban que el caso correspondía a una corte civil. El fiscal general James Speed justificó dicha elección por la naturaleza militar de la conspiración y por el hecho de que el distrito de Columbia se encontraba entonces bajo ley marcial (en 1866, en el caso Ex parte Milligan, la Corte Suprema de los Estados Unidos prohibió el uso de tribunales militares para juzgar civiles en los lugares donde los tribunales civiles estuvieran en funcionamiento). El jurado estaba compuesto por oficiales generales y superiores. El veredicto de culpabilidad requería mayoría simple y la condena a pena de muerte, la mayoría por dos tercios, lo que limitó las oportunidades de los acusados. Además, estos últimos no podían apelar la decisión del tribunal más que con el presidente Johnson.

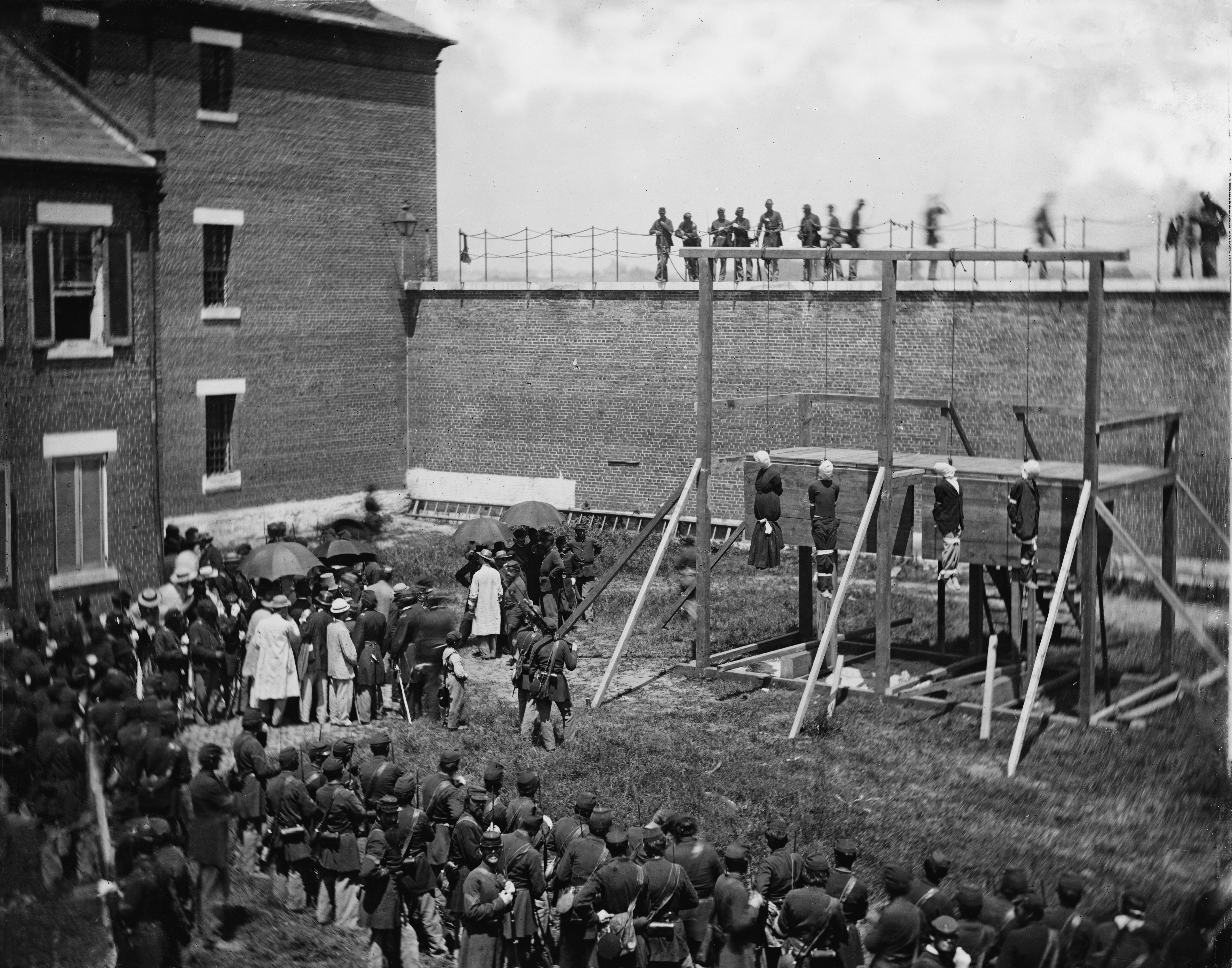
Ejecución de Mary Surratt, Lewis Powell, David Herold y George Atzerodt el 7 de julio de 1865 en el Fuerte McNair de Washington D. C.

El proceso comenzó el 9 de mayo de 1865 y se extendió por más de siete semanas, durante las cuales desfilaron 366 testigos. La Military Commission (tribunal militar) estaba compuesta por los generales David Hunter (first officer), Lewis Wallace, August V. Kautz, Albion P. Howe, Robert S. Foster, James A. Ekin, T. M. Harris, los coroneles C. H Tomkins y David R. Clendenin y el general Joseph Holt como Judge Advocate and Recorder. La transcripción del juicio fue registrado por Benn Pitman y varios asistentes, y fue publicada en 1865.
El veredicto, enunciado el 30 de junio, declaró culpables a todos los acusados. Mary Surratt, Lewis Powell, David Herold y George Atzerodt fueron condenados a muerte por ahorcamiento. Samuel Mudd, Samuel Arnold y Michael O'Laughlen fueron sentenciados a cadena perpetua. Mudd escapó de la pena de muerte por poco, pues el jurado rechazó dicha sentencia por cinco votos contra cuatro. Edmund Spangler fue condenado a seis años de reclusión. Paradójicamente, después de haber condenado a Mary Surratt a la horca, cinco miembros del jurado firmaron una carta recomendando clemencia, pero el presidente Johnson negó la gracia. Posteriormente, declaró que nunca recibió la carta.
Surratt, Powell, Herold y Atzerodt fueron colgados en la Old Arsenal Penitentiary, el 7 de julio de 1865. Las ejecuciones fueron supervisadas por el general de la Unión Winfield Scott Hancock. Mary Surratt fue la primera mujer ejecutada por el gobierno estadounidense. O'Laughlen falleció en prisión de fiebre amarilla en 1867. Mudd, Arnold y Spangler recibieron un perdón presidencial por parte de Andrew Johnson en febrero de 1869.

### Culpabilidad de Mudd

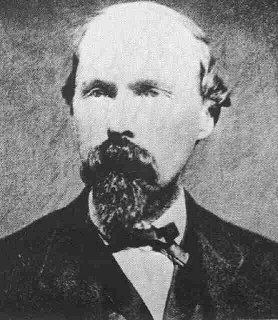
Retrato del doctor Samuel Mudd.

El grado de culpabilidad del Dr. Samuel Mudd es objeto de debate desde su muerte. Algunos, incluyendo a su nieto Richard Mudd, afirman que era inocente de todo cargo y que había sido encarcelado por el solo hecho de haber prodigado auxilio a un hombre que llegó a altas horas de la noche a su casa con una fractura en la pierna. Más de un siglo después del asesinato, los presidentes Jimmy Carter y Ronald Reagan escribieron a Richard Mudd mostrando su convicción de que su abuelo era inocente; sin embargo, ciertos escritores, como Edward Steers, Jr. y James Swanson, señalan que Samuel Mudd visitó a Booth tres veces en los meses previos al intento fallido de secuestro: la primera vez fue en noviembre de 1864 cuando Booth, en busca de ayuda para su plan de secuestro, fue derivado a Mudd por agentes de los servicios secretos confederados; luego, en diciembre del mismo año, cuando Booth pasó una noche bajo su techo. Finalmente, ese mismo mes, Mudd llegó a Washington donde presentó a Booth con un agente confederado que conocía, John Surratt. Además, George Atzerodt testificó que Booth había enviado suministros a la casa de Mudd cuando preparaba el secuestro. Por último, Mudd mintió a las autoridades que fueron a su casa a interrogarlo sobre el asesinato, pues alegó que no había reconocido al hombre que se había presentado en la puerta de su casa en busca de tratamiento y dio información falsa sobre el lugar donde se dirigían Booth y Herold. Asimismo, Mudd escondió detrás de un panel en su granero el monograma de la bota de Booth que había tenido que cortar para colocarle una férula. Una pesquisa de su domicilio reveló pronto esta evidencia en su contra. Tales elementos llevaron a la hipótesis de que el Dr. Mudd había estado involucrado en el plan de secuestro, probablemente, como la persona a quien acudirían los conspiradores en caso Lincoln resultara herido y necesitara cuidados médicos. Al recordarlo, Booth se presentó en la casa del médico el 15 de abril para que se ocupara de su pierna herida.

## Consecuencias

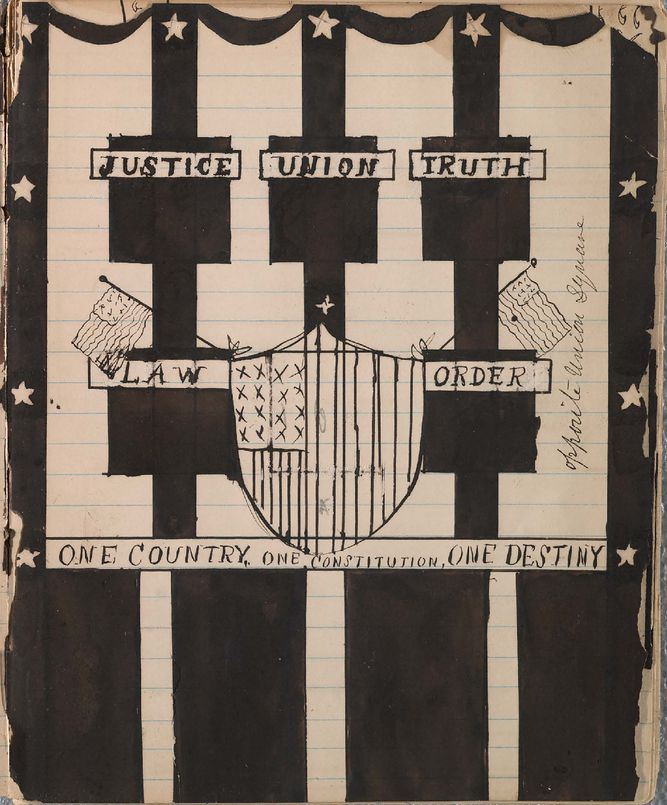
Bosquejo de los mensajes de duelo dejados en la Union Square en la ciudad de Nueva York, dibujados por un anónimo el 15 de abril de 1865.

Abraham Lincoln fue el primer presidente estadounidense en ser asesinado. A veces controvertido en el curso de sus cinco difíciles años en el poder de un país dividido, después de su muerte Lincoln fue considerado como un mártir y un héroe de la historia de Estados Unidos; a menudo, fue comparado con George Washington Su asesinato tuvo un impacto duradero en Estados Unidos y fue llorado en todo el país. Incluso hubo ataques en muchas ciudades contra aquellos que expresaron apoyo a Booth. En el Domingo de Pascua posterior a la muerte de Lincoln, clérigos de todo el país elogiaron a Lincoln en sus sermones. Millones de personas acompañaron la procesión fúnebre en Washington D. C. el 19 de abril de 1865. El 21 de abril, los restos del presidente fueron transportados en tren a lo largo de 2700 km. El convoy se detuvo en Baltimore, Harrisburg, Filadelfia, Nueva York, Albany, Búfalo, Cleveland, Columbus, Indianápolis y Chicago antes de llegar, el 3 de mayo, a la ciudad de Abraham Lincoln, Springfield en Illinois. A lo largo del trayecto, el tren funerario fue visto por millones de estadounidenses que se reunieron a lo largo de la ruta.

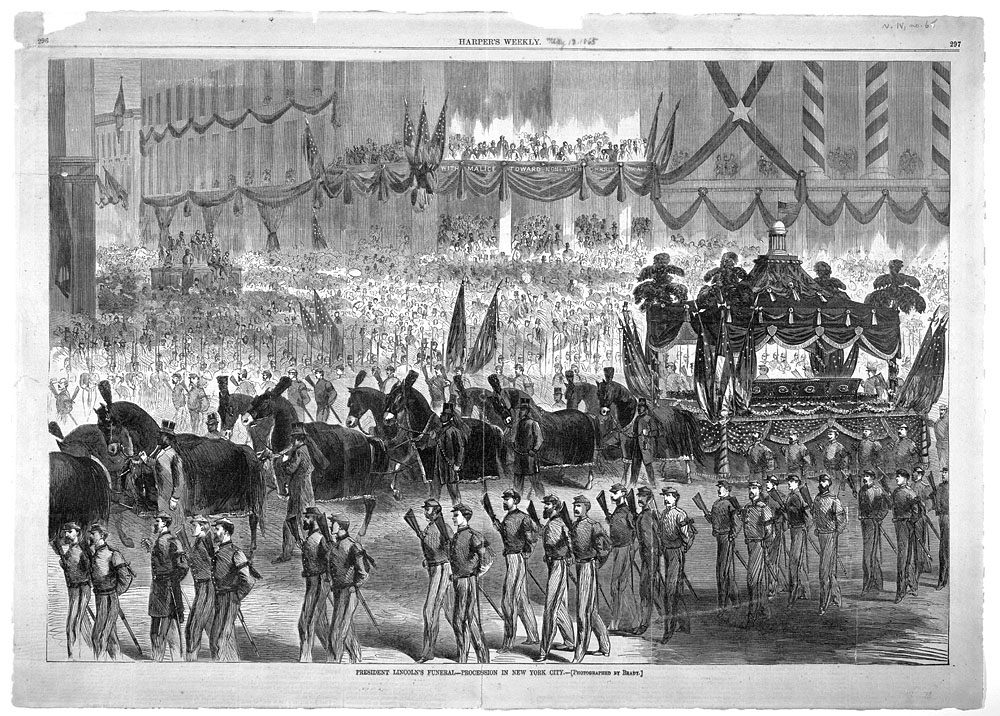
Procesión funeraria de Lincoln en la ciudad de Nueva York.

La tentativa de desestabilización del gobierno de la Unión fracasó. En las semanas que siguieron la muerte de Lincoln, los jefes principales del Sur se fueron rindiendo uno tras otro. El 26 de abril de 1865, el general Joseph E. Johnston se rindió al general William T. Sherman. Dos meses más tarde, el 23 de junio de 1865, tuvo lugar la última rendición: la del general de brigada Stand Watie. Por otra parte, el asesinato de Lincoln mostró la estabilidad de las instituciones de Estados Unidos, incluso en el caso de una crisis importante.
Poco después de la muerte de Lincoln, Andrew Johnson prestó juramento para convertirse en uno de los presidentes más impopulares de la historia de Estados Unidos. La Cámara de Representantes votó su impeachment en 1868, pero el Senado no pudo condenarlo por un voto.
William Seward se recuperó de sus heridas y continuó su labor como Secretario de Estado durante toda la presidencia de Johnson. La historia de Estados Unidos lo recuerda como el hombre que negoció en 1867 la compra de Alaska con el Imperio ruso.
Henry Rathbone y Clara Harris se casaron dos años después del asesinato y Rathbone sirvió de cónsul en Hanover, Alemania; sin embargo, Rathbone se volvió loco y, en 1883, le disparó a Clara y la apuñaló hasta matarla. Pasó el resto de su vida en un asilo alemán para criminales dementes.

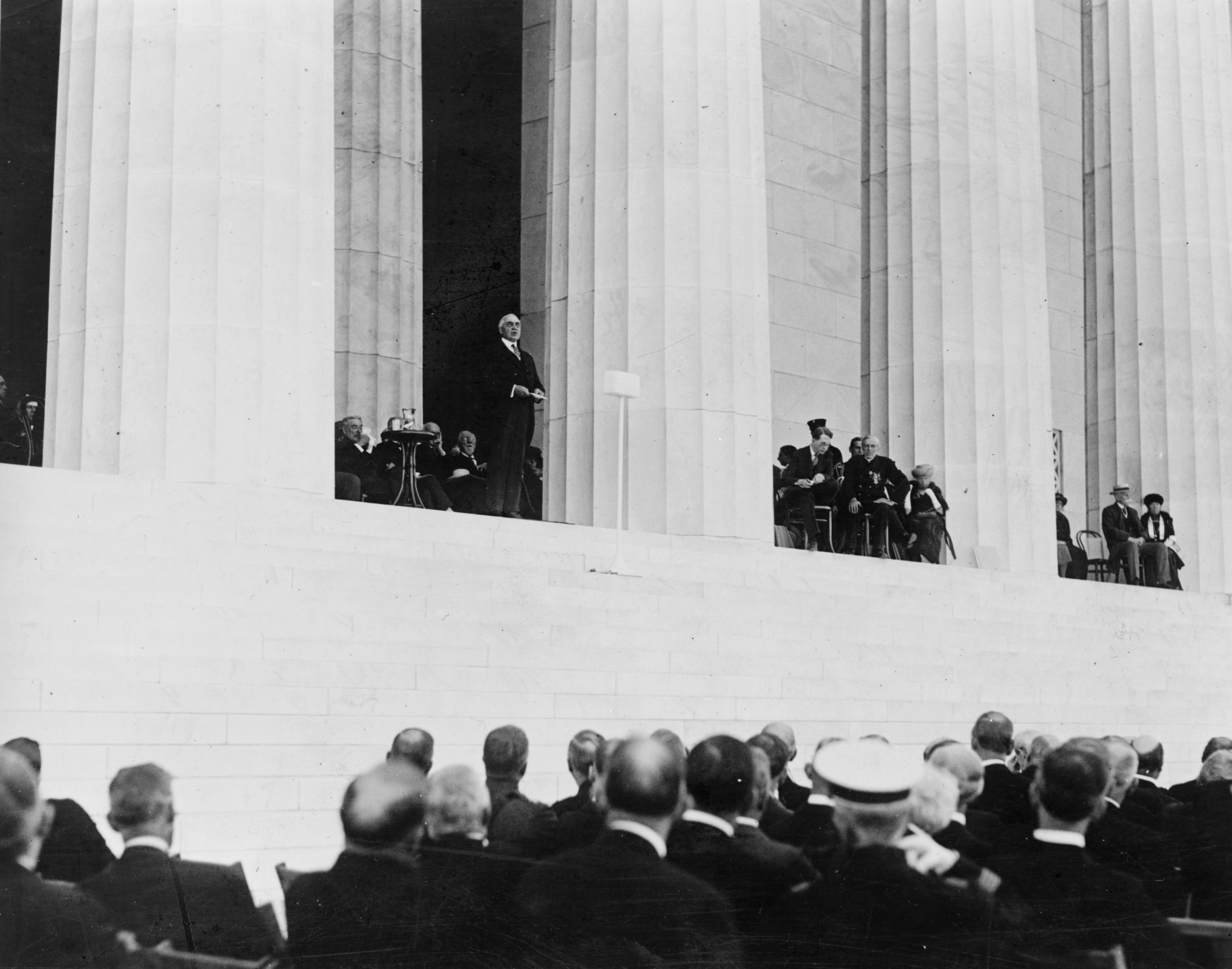
El presidente Warren G. Harding habla en la dedicación del Monumento a Lincoln.

John Ford intentó reabrir su teatro un par de meses después del asesinato, pero una ola de indignación lo obligó a cancelar el proyecto. En 1866, el gobierno federal compró el edificio a Ford y reestructuró su interior para convertirlo en un edificio de oficinas. En 1893, la estructura interna se desplomó y causó la muerte de 22 empleados. Posteriormente, fue empleado como depósito y, luego, permaneció desocupado hasta que fue restaurado a su apariencia de 1865. El Teatro Ford reabrió en 1968 como museo del asesinato y salón de espectáculos; sin embargo, el palco presidencial no volvió a ser ocupado. La Casa Petersen fue comprada en 1896 por el gobierno para convertirla en monumento. En la actualidad, tanto el teatro Ford como la Casa Petersen son administrados por el Ford's Theatre National Historic Site.

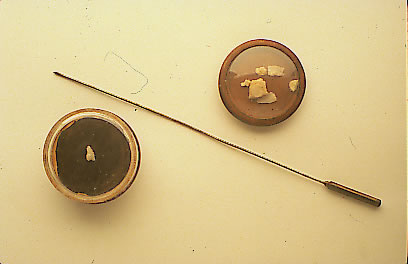
Fragmentos del cráneo y la sonda empleada para extraer la bala de la cabeza de Lincoln, expuestos en el Museo Nacional de Salud y Medicina.

El Museo Nacional de Salud y Medicina, entonces llamado Museo Médico del Ejército, ha retenido en su colección varios artefactos relativos al asesinato. Así, expone la bala que recibió Lincoln, la sonda usada por Barnes y los fragmentos del cráneo y pelo de Lincoln y el mango del cirujano manchado de sangre. La silla en donde Lincoln fue asesinado se encuentra albergada en el Museo Henry Ford en Detroit, Míchigan.

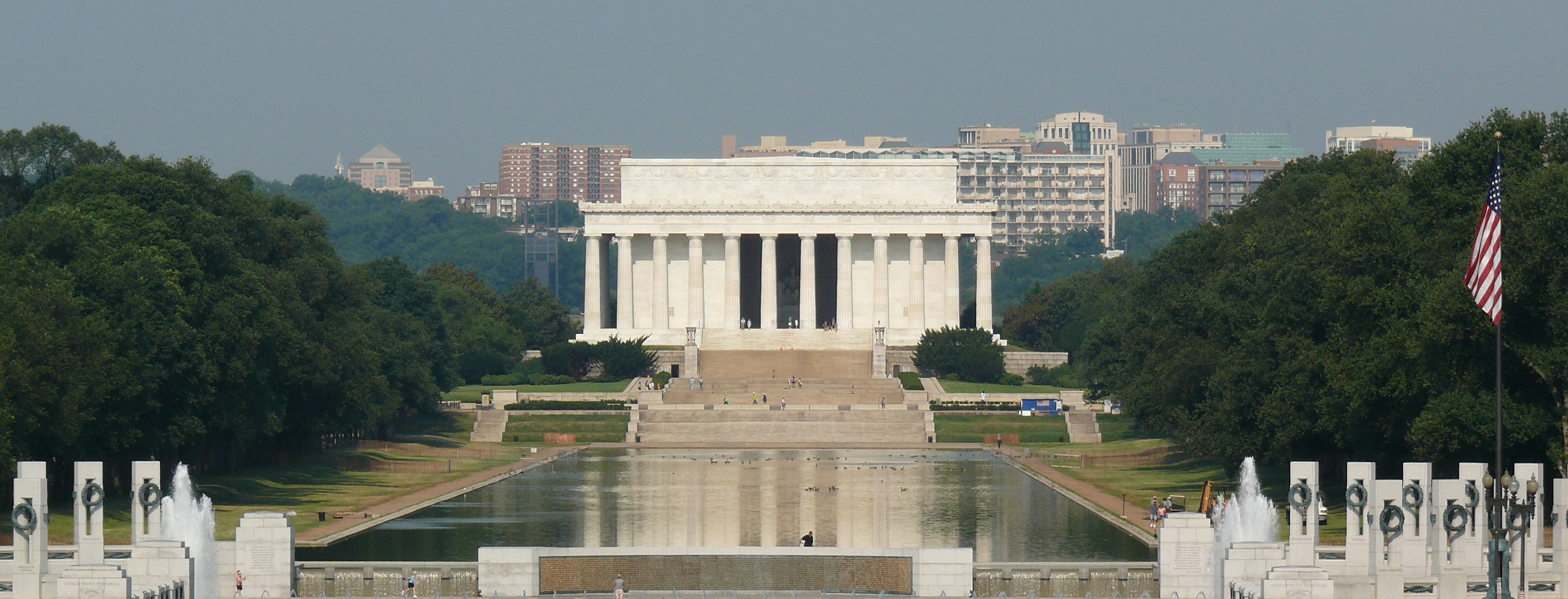
El Monumento a Lincoln de Washington D. C.

La asociación del Lincoln Monument, cuyo objetivo era la creación de un monumento dedicado al presidente, fue autorizada por el Congreso de Estados Unidos en marzo de 1867. No fue hasta 1901 que se le dedicó un sitio en una parcela que, en ese entonces, se encontraba en una zona pantanosa de Washington D. C. y, hoy en día, se encuentra en el West Potomac Park.
El Congreso concedió su aprobación formal a la construcción del monumento el 9 de febrero de 1911 y la primera piedra fue colocado el día del aniversario del nacimiento, el 12 de febrero de 1914; sin embargo, los trabajos fueron retrasados por la Primera Guerra Mundial y recién el 30 de mayo de 1922 pudo ser inaugurado el Monumento a Lincoln, concebido por Henry Bacon. Abierto al público desde entonces, recibió a 4,7 millones de visitantes en el año 2008. La ciudad de Londres también alberga una torre en memoria de Abraham Lincoln, la Lincoln Memorial Tower.
En el centenario de su nacimiento, Abraham Lincoln fue homenajeado cuando su retrato fue colocado en la moneda de un centavo en 1909.

## El asesinato de Lincoln en la cultura popular estadounidense
- Las circunstancias que rodearon el asesinato del presidente Lincoln, sobre todo lo relativo al juicio militar de Mary Surratt, la única mujer de entre las personas acusadas, son el tema de la película del 2011, The Conspirator (El conspirador, en algunos países hispanohablantes), dirigida por Robert Redford e interpretada por Robin Wright.[116]

- En la serie de televisión Timeless, en el segundo episodio, los protagonistas viajan al pasado para conseguir que el asesinato al Presidente Lincoln, interpretado por Michael Krebs, se llevase a cabo.

- En la serie de Televisión Ugly Americans, en el noveno episodio de la primera temporada: Kill, Mark... Kill! Leonard intenta evitar que Terry y Twayne re-asesinen a un zombi Abraham Lincoln, pues fue su culpa que lo asesinaran la primera vez.